# Lista över ledamöter i Sametinget 2005–2009
Lista över ledamöter i Sametinget 2005–2009 förtecknar de 31 personer som valts in vid valet till Sametinget i Sverige, som hölls den 15 maj 2005. Följande ledamöter valdes in fyraårsperiod 2005–2009.

## Ledamöter
| Ledamot              | Parti                                  |
| -------------------- | -------------------------------------- |
| Per Mikael Utsi      | Guovssonásti                           |
| Inger Baer-Omma      | Guovssonásti                           |
| Lars Jon Allas       | Guovssonásti                           |
| Håkan Jonsson        | Jakt- och fiskesamerna                 |
| Eva Jejlid           | Jakt- och fiskesamerna                 |
| Karl-Göran Hansson   | Jakt- och fiskesamerna                 |
| Tommy Rimpi          | Jakt- och fiskesamerna                 |
| Ulf Persson          | Jakt- och fiskesamerna                 |
| Carola Fjällström    | Jakt- och fiskesamerna                 |
| Ulla Alvarsson       | Jakt- och fiskesamerna                 |
| Lars-Erik Fjellström | Jakt- och fiskesamerna                 |
| Eva Bergström.       | Jakt- och fiskesamerna                 |
| Sara Larsson         | Min Geaidnu                            |
| Olof H Heikka        | Min Geaidnu                            |
| Olof T Johansson     | Min Geaidnu                            |
| Lars-Anders Baer     | Samelandspartiet/Sámiid Riikkabellodat |
| Sylvia Simma         | Samelandspartiet/Sámiid Riikkabellodat |
| Bror Saitton         | Samelandspartiet/Sámiid Riikkabellodat |
| Ingrid Inga          | Samelandspartiet/Sámiid Riikkabellodat |
| Kristina Hotti       | Samelandspartiet/Sámiid Riikkabellodat |
| Per Pelle Labba      | Samelandspartiet/Sámiid Riikkabellodat |
| Lars-Ove Jonsson     | Samelandspartiet/Sámiid Riikkabellodat |
| Birger Nilsson       | Samelandspartiet/Sámiid Riikkabellodat |
| Lars Wilhelm Svonni  | Samerna                                |
| Anders Kråik         | Samerna                                |
| Anette Jonsson       | Samerna                                |
| Lars Jonas Johansson | Samerna                                |
| Carl-Gustaf Lundgren | Vuovdega                               |
| Bengt Sevä           | Vuovdega                               |
| Stefan Mikaelsson    | Vuovdega                               |
| Anders Persson       | Vuovdega                               |